# Julius Stoklasa

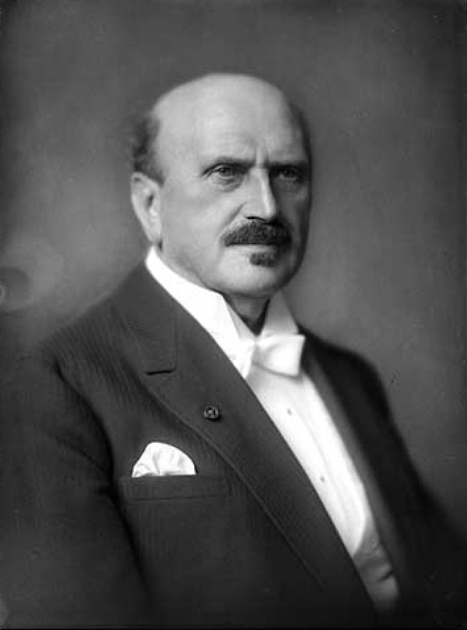
Julius Stoklasa

Julius Stoklasa (* 9. September 1858 in Leitomischl; † 4. April 1936 in Prag) war ein tschechischer Agrikulturchemiker.

## Leben und Wirken
Stoklasa studierte Landwirtschaft an der Hochschule für Bodenkultur in Wien und an der Universität Leipzig, wo er 1893 zum Dr. phil. promoviert wurde. 1894 habilitierte er sich an der Technischen Hochschule Prag für Agrochemie und 1897 auch für Pflanzenproduktion. Hier wirkte er, zunächst als Privatdozent, seit 1901 als ordentlicher Professor für landwirtschaftliche Chemie und Physiologie, bis zu seiner Emeritierung im Jahre 1927. Von 1899 bis 1918 war er gleichzeitig Direktor der Staatlichen Chemisch-Physiologischen Versuchsstation in Prag.
Stoklasa erwarb sich durch eine Vielzahl grundlegender agrikulturchemischer und agrikulturphysiologischer Arbeiten hohes internationales Ansehen. Zu den Schwerpunkten seiner Forschungstätigkeit gehörten u. a. Untersuchungen über die chemischen Prozesse bei der Gesteinsverwitterung und Bodenbildung, über Probleme der Kohlensäure- und Bakteriendüngung, über den Kreislauf der Phosphat-Ionen im Boden, über die Bedeutung des Kaliums und Aluminiums für die Ernährung der Kulturpflanzen und über die toxischen Wirkungen von Schwefel- und Selen-Verbindungen auf pflanzliche Organismen.
Seine Publikationsliste umfasst fast 500 wissenschaftliche Veröffentlichungen, darunter zahlreiche Bücher. Über die Hälfte seiner Publikationen erschien in deutscher Sprache. Sein Hauptwerk ist das 1926 erschienene „Handbuch der biophysikalischen und biochemischen Durchforschung des Bodens“. Ausführlich beschreibt er in diesem Buch die wichtigsten Methoden zur Untersuchung von Böden und die Kriterien für die Beurteilung der Bodenfruchtbarkeit. 

## Ehrungen
Bis ins hohe Alter nahm Stoklasa Anteil an der Entwicklung der landwirtschaftlichen Forschung. 
Für seine wissenschaftlichen Leistungen wurde er vielfach geehrt und mit hohen Orden ausgezeichnet: 
- 1927 Ehrenmitglied der Tschechoslowakische Akademie der Wissenschaften
- Ehrenmitglied der Königl. serbischen landwirtschaftlichen Gesellschaft in Belgrad
- Mitglied des wiss. Kuratoriums des Tschechoslowakischen. Radiolog. Institutes
- Commandeur des Ordens Pour le Mérite Agricole
- Ehrenmitglied der Société des Naturalistes Luxembourgeois
- 1900 Goldene Medaille bei der Weltausstellung in Paris
- 1900 Goldene Medaille der Wirtschaftsgesellschaft in Wien
- 1913 Ritter des Franz Joseph-Ordens
- 1929 Ehrendoktor der Land- und Forstwirtschaftlichen Hochschule in Brünn.

## Hauptwerke
- Pedologische Studien. Verlag Reinwart Prag 1890.
- Chemische und physiologische Studien über die Superphosphate. Verlag Paul Parey Berlin 1896.
- Biochemischer Kreislauf des Phosphat-Ions im Boden. Verlag G. Fischer Jena 1911.
- Beiträge zur Kenntnis der Ernährung der Zuckerrübe. Physiologische Bedeutung des Kalium-Ions im Organismus der Zuckerrübe (mit Alois Matousek). Verlag G. Fischer Jena 1916.
- Das Brot der Zukunft. Verlag G. Fischer Jena 1917.
- Über die Verbreitung des Aluminiums in der Natur und seine Bedeutung beim Bau-. und Betriebsstoffwechsel der Pflanzen. Verlag G. Fischer Jena 1922.
- Die Beschädigungen der Vegetation durch Rauchgase und Fabrikexhalationen. Verlag Urban & Schwarzenberg Berlin und Wien 1923.
- Handbuch der biophysikalischen und biochemischen Durchforschung des Bodens (unter Mitwirkung von Ernst Gustav Doerell (Universitätsprofessor)). Verlag Paul Parey Berlin 1926.